# Major League Soccer (2011)
Major League Soccer w roku 2011 był szesnastym sezonem tych rozgrywek. Po raz trzeci w historii mistrzem MLS został klub Los Angeles Galaxy, natomiast wicemistrzem Houston Dynamo.

## Sezon zasadniczy

### Konferencja Wschodnia
| #  | Drużyna                | M  | Z  | R  | P  | Bramki | Punkty | Uwagi                  |
| -- | ---------------------- | -- | -- | -- | -- | ------ | ------ | ---------------------- |
| 1. | Sporting Kansas City   | 34 | 13 | 12 | 9  | 50:40  | 51     | Play Off - Ćwierćfinał |
| 2. | Houston Dynamo         | 34 | 12 | 13 | 9  | 45:41  | 49     | Play Off - Ćwierćfinał |
| 3. | Philadelphia Union     | 34 | 11 | 15 | 8  | 44:36  | 48     | Play Off - Ćwierćfinał |
| 4. | Columbus Crew          | 34 | 13 | 8  | 13 | 43:44  | 47     | Play Off - 1/8 finału  |
| 5. | New York Red Bulls     | 34 | 10 | 16 | 8  | 50:44  | 46     | Play Off - 1/8 finału  |
| 6. | Chicago Fire           | 34 | 9  | 16 | 9  | 46:45  | 43     |                        |
| 7. | D.C. United            | 34 | 9  | 12 | 13 | 49:52  | 39     |                        |
| 8. | Toronto FC             | 34 | 6  | 15 | 13 | 36:59  | 33     |                        |
| 9. | New England Revolution | 34 | 5  | 13 | 16 | 38:58  | 28     |                        |

### Konferencja Zachodnia
| #  | Drużyna                | M  | Z  | R  | P  | Bramki | Punkty | Uwagi                  |
| -- | ---------------------- | -- | -- | -- | -- | ------ | ------ | ---------------------- |
| 1. | Los Angeles Galaxy     | 34 | 19 | 10 | 5  | 48:28  | 67     | Play Off - Ćwierćfinał |
| 2. | Seattle Sounders FC    | 34 | 18 | 9  | 7  | 56:37  | 63     | Play Off - Ćwierćfinał |
| 3. | Real Salt Lake         | 34 | 15 | 8  | 11 | 44:36  | 53     | Play Off - Ćwierćfinał |
| 4. | FC Dallas              | 34 | 15 | 7  | 12 | 42:39  | 52     | Play Off - 1/8 finału  |
| 5. | Colorado Rapids        | 34 | 12 | 13 | 9  | 44:41  | 49     | Play Off - 1/8 finału  |
| 6. | Portland Timbers       | 34 | 11 | 9  | 14 | 40:48  | 42     |                        |
| 7. | San Jose Earthquakes   | 34 | 8  | 14 | 12 | 40:45  | 38     |                        |
| 8. | Chivas USA             | 34 | 8  | 12 | 14 | 41:43  | 36     |                        |
| 9. | Vancouver Whitecaps FC | 34 | 6  | 10 | 18 | 35:55  | 28     |                        |

Aktualne na 8 kwietnia 2018. Źródło:
Zasady ustalania kolejności: 1. liczba zdobytych punktów; 2. różnica zdobytych bramek; 3. większa liczba zdobytych bramek.

## Play off
W ćwierćfinale rozgrywano dwumecze, nie obowiązywała zasada bramek na wyjeździe. 1/8 finału, półfinały i finał rozgrywano w formie pojedynczego meczu. Gdy rywalizacja w dwumeczu ćwierćfinałowym jak i w meczach 1/8 finału, półfinałowych oraz finałowym był remis, rozgrywano dogrywkę 2 x 15 minut.

### 1/8 finału
| 126 października 2011 | FC Dallas                              | 0:2   | New York Red Bulls                      |                                                                       |
| 20:00 CDT             |                                        | (0:0) | 61' Joel Lindpere · 90+8' Thierry Henry | Pizza Hut Park, Frisco, Teksas Widzów: 10 017 Sędzia: Ricardo Salazar |
| 20:00 CDT             | Ugo Ihemelu 31' · Daniel Hernández 51' | (0:0) | 27' Tim Ream · 79' Jan Gunnar Solli     | Pizza Hut Park, Frisco, Teksas Widzów: 10 017 Sędzia: Ricardo Salazar |

| 227 października 2011 | Colorado Rapids     | 1:0   | Columbus Crew |                                                                                          |
| 20:00 MDT             | Omar Cummings 45+1' | (1:0) |               | Dick's Sporting Goods Park, Commerce City, Kolorado Widzów: 7 803 Sędzia: Jorge Gonzalez |

### Ćwierćfinał

#### Para nr 1
| 129 października 2011 | Real Salt Lake                             | 3:0   | Seattle Sounders                                            |                                                                            |
| 20:00 MDT             | Álvaro Saborío 41', 53' · Ned Grabavoy 88' | (1:0) |                                                             | Rio Tinto Stadium, Salt Lake City, Utah Widzów: 17 067 Sędzia: Mark Geiger |
| 20:00 MDT             | Fabián Espíndola 90'                       | (1:0) | 54' Osvaldo Alonso · 90' Fredy Montero · 90+3' Erik Friberg | Rio Tinto Stadium, Salt Lake City, Utah Widzów: 17 067 Sędzia: Mark Geiger |

| 22 listopada 2011 | Seattle Sounders                             | 2:0   | Real Salt Lake                      |                                                                            |
| 19:00 PDT         | Osvaldo Alonso 56' (k) · Lamar Neagle 61'    | (0:0) |                                     | CenturyLink Field, Seattle, Waszyngton Widzów: 36 021 Sędzia: Jair Marrufo |
| 19:00 PDT         | Roger Levesque 62' · Leonardo González 90+2' | (0:0) | 55' Tony Beltran · 56' Nick Rimando | CenturyLink Field, Seattle, Waszyngton Widzów: 36 021 Sędzia: Jair Marrufo |

Dwumecz wygrało Real Salt Lake wynikiem 3:2.

#### Para nr 2
| 130 października 2011 | Colorado Rapids                        | 0:2   | Sporting Kansas City      |                                                                                            |
| 17:30 MDT             |                                        | (0:0) | 49', 59' (k) Teal Bunbury | Dick's Sporting Goods Park, Commerce City, Kolorado Widzów: 8 601 Sędzia: Baldomero Toledo |
| 17:30 MDT             | Sanna Nyassi 63' · Tyrone Marshall 57' | (0:0) | 45+2' Teal Bunbury        | Dick's Sporting Goods Park, Commerce City, Kolorado Widzów: 8 601 Sędzia: Baldomero Toledo |

| 22 listopada 2011 | Sporting Kansas City                                                   | 2:0   | Colorado Rapids                                                                |                                                                                  |
| 19:00 CDT         | Aurélien Collin 28' · C.J. Sapong 76'                                  | (1:0) |                                                                                | Livestrong Sporting Park, Kansas City, Kansas Widzów: 18 565 Sędzia: Kevin Stott |
| 19:00 CDT         | Roger Espinoza 35' · Júlio César Santos Correa 45+3' · Davy Arnaud 65' | (1:0) | 27' Joseph Nane · 55' Miguel Comminges · 75' Brian Mullan · 90+3' Sanna Nyassi | Livestrong Sporting Park, Kansas City, Kansas Widzów: 18 565 Sędzia: Kevin Stott |

Dwumecz wygrało Sporting Kansas City wynikiem 4:0.

#### Para nr 3
| 130 października 2011 | Philadelphia Union                                                                     | 1:2   | Houston Dynamo                     |                                                                    |
| 17:00 EDT             | Sébastien Le Toux 7'                                                                   | (1:2) | 6' André Hainault · 30' Calen Carr | PPL Park, Chester, Pensylwania Widzów: 18 539 Sędzia: Jair Marrufo |
| 17:00 EDT             | Gabriel Farfan 4' · Stefani Miglioranzi 17' · Sheanon Williams 40' · Brian Carroll 65' | (1:2) | 28' Calen Carr · 40' Adam Moffat   | PPL Park, Chester, Pensylwania Widzów: 18 539 Sędzia: Jair Marrufo |

| 23 listopada 2011 | Houston Dynamo    | 1:0   | Philadelphia Union                     |                                                                           |
| 19:30 CDT         | Brian Ching 45+3' | (1:0) |                                        | Robertson Stadium, Houston, Teksas Widzów: 24 749 Sędzia: Ricardo Salazar |
| 19:30 CDT         | Luiz Camargo 67'  | (1:0) | 30' Carlos Valdés · 51' Gabriel Farfan | Robertson Stadium, Houston, Teksas Widzów: 24 749 Sędzia: Ricardo Salazar |

Dwumecz wygrało Houston Dynamo wynikiem 3:1.

#### Para nr 4
| 130 października 2011 | New York Red Bulls                       | 0:1   | Los Angeles Galaxy                                   |                                                                       |
| 15:00 EDT             |                                          | (0:1) | 15' Mike Magee                                       | Red Bull Arena, Harrison, New Jersey Widzów: 22 663 Sędzia: Alex Prus |
| 15:00 EDT             | Thierry Henry 44' · Rafael Márquez 90+6' | (0:1) | 40' Sean Franklin · 90+6' Vitor Gomes Pereira Júnior | Red Bull Arena, Harrison, New Jersey Widzów: 22 663 Sędzia: Alex Prus |

| 23 listopada 2011 | Los Angeles Galaxy                      | 2:1   | New York Red Bulls                                         |                                                                              |
| 20:00 PDT         | Mike Magee 42' · Landon Donovan 75' (k) | (1:1) | 4' Luke Rodgers                                            | Home Depot Center, Carson, Kalifornia Widzów: 20 000 Sędzia: Hilario Grajeda |
| 20:00 PDT         | Landon Donovan 45+1'                    | (1:1) | 5' Luke Rodgers · 62' Thierry Henry · 81' Jan Gunnar Solli | Home Depot Center, Carson, Kalifornia Widzów: 20 000 Sędzia: Hilario Grajeda |

Dwumecz wygrało Los Angeles Galaxy wynikiem 3:1.

### Półfinał
| 16 listopada 2011 | Sporting Kansas City                               | 0:2   | Houston Dynamo                                       |                                                                                  |
| 16:30 CST         |                                                    | (0:0) | 53' André Hainault · 87' Carlo Costly                | Livestrong Sporting Park, Kansas City, Kansas Widzów: 20 839 Sędzia: Mark Geiger |
| 16:30 CST         | Júlio César Santos Correa 30' · Roger Espinoza 74' | (0:0) | 17' Calen Carr · 55' Luiz Camargo · 88' Carlo Costly | Livestrong Sporting Park, Kansas City, Kansas Widzów: 20 839 Sędzia: Mark Geiger |

| 26 listopada 2011 | Los Angeles Galaxy                                         | 3:1   | Real Salt Lake     |                                                                             |
| 18:00 PST         | Landon Donovan 23' (k) · Mike Magee 58' · Robbie Keane 68' | (1:1) | 25' Álvaro Saborío | Home Depot Center, Carson, Kalifornia Widzów: 23 437 Sędzia: Jorge Gonzalez |
| 18:00 PST         | Vitor Gomes Pereira Júnior 56' · Sean Franklin 90+3'       | (1:1) | 70' Javier Morales | Home Depot Center, Carson, Kalifornia Widzów: 23 437 Sędzia: Jorge Gonzalez |

### Finał
| 20 listopada 2011 | Los Angeles Galaxy                                           | 1:0   | Houston Dynamo                         |                                                                              |
| 18:00 PST         | Landon Donovan 72'                                           | (0:0) |                                        | Home Depot Center, Carson, Kalifornia Widzów: 30 281 Sędzia: Ricardo Salazar |
| 18:00 PST         | Adam Cristman 40' · David Beckham 82' · Landon Donovan 90+4' | (0:0) | 13' Bobby Boswell · 74' André Hainault | Home Depot Center, Carson, Kalifornia Widzów: 30 281 Sędzia: Ricardo Salazar |